# Daniela Wawra
Daniela Wawra (* 1973 in Memmingen) ist eine deutsche Sprachwissenschaftlerin und Hochschullehrerin an der Universität Passau.

## Leben
Nach dem Abitur am Maristenkolleg in Mindelheim 1992 studierte Wawra Anglistik, Wirtschaftswissenschaft und Romanistik an der Universität Passau, der Eastern Illinois University und der University of California, Santa Barbara. 1997 erwarb sie einen Magister-Titel in englischer Sprachwissenschaft, englischer Fachdidaktik und Wirtschaftswissenschaften, ein Jahr später legte sie das Erste Lehramts-Staatsexamen für Englisch und Wirtschaft an Gymnasien ab. Von 1997 bis 1999 und von 2000 bis 2008 war Wawra wissenschaftliche Mitarbeiterin am Lehrstuhl von Rudolf Emons in Passau. Dort promovierte sie. Nach einem Aufenthalt als visiting scholar an der University of Sunderland im November 2006 habilitierte sie sich 2007 in Passau in Englischer Sprachwissenschaft und Interkultureller Kommunikation.
Im Sommersemester 2008 vertrat Wawra einen Lehrstuhl an der Universität Frankfurt am Main. Von 2009 bis 2010 hatte sie den Lehrstuhl für Angewandte Englische Sprachwissenschaft an der Universität Graz inne. Seit Oktober 2010 hat sie den ehemaligen Lehrstuhl ihres Doktorvaters, den Lehrstuhl für Englische Sprache und Kultur an der Universität Passau inne. Von Februar bis März 2012 war Wawra visiting scholar an der University of Colorado Colorado Springs, der University of New Mexico, der Northern Arizona University, der University of Arizona und der Brigham Young University. Von 2013 bis 2015 war Wawra Dekanin der philosophischen Fakultät der Universität Passau. Von 2010 bis 2021 gehörte sie dem Präsidium des  Deutschen Hochschulverbands als weitere Vizepräsidentin an.

## Veröffentlichungen (Auswahl)
- Männer und Frauen im Job Interview - Eine evolutionspsychologische Studie zu ihrem Sprachgebrauch im Englischen. LIT Verlag, Münster 2004, ISBN 3-8258-7283-1. (Dissertation)
- Public Relations im Kulturvergleich: Die Sprache der Geschäftsberichte US-amerikanischer und deutscher Unternehmen. Peter Lang Verlag, Frankfurt am Main 2008, ISBN 978-3-631-57870-4. (Habilitationsschrift)